# Filippo Saltamartini
Filippo Saltamartini (Cingoli, 4 novembre 1957) è un politico italiano.

## Biografia
Nasce a Cingoli (Macerata), dove tuttora risiede; sposato, entrambi lavorano per la Polizia di Stato (la moglie è dirigente di primo livello alla questura di Ancona) hanno due figli.
Senatore della Repubblica, nel Gruppo Parlamentare il Popolo della Libertà, Vice Questore aggiunto della Polizia di Stato, docente universitario di diritto e giornalista pubblicista, è stato eletto al Senato il 13-14 aprile 2008 nella regione Sardegna.
Ha un passato da Segretario Generale del SAP, Sindacato Autonomo di Polizia, fino al 9 maggio 2008, data in cui è stato nominato Presidente onorario.
Nella XVI legislatura è membro della Prima Commissione permanente - affari costituzionali, affari della Presidenza del Consiglio e dell'Interno, del Comitato parlamentare di controllo sull'attuazione dell'Accordo di Schengen, di vigilanza sull'attività di Europol, di controllo e vigilanza in materia d'immigrazione e della Commissione parlamentare di inchiesta sul fenomeno della mafia e sulle altre associazioni criminali, anche straniere.
Nel maggio 2009 si è candidato sindaco nel suo paese d'origine (Cingoli-MC) dopo aver fondato la sezione cingolana del PdL partito con cui si è candidato alle elezioni amministrative vincendole prevalendo nettamente sugli altri due candidati.
Durante il governo Berlusconi IV è stato relatore insieme a Maurizio Castro (PdL) del discusso ddl Lavoro.
Nel 2014 viene confermato sindaco di Cingoli per un secondo mandato.
Vice sindaco della sua città dal 2019, alle elezioni regionali nelle Marche del 2020 raccoglie 3.817 preferenze tra le file della Lega risultando il più votato nella circoscrizione di Macerata  e il 25 ottobre viene scelto come assessore della giunta Acquaroli con deleghe a Sanità, Servizi sociali, Sostegno alla famiglia, Politiche dell’infanzia e degli anziani, Veterinaria, Immigrazione, Politiche locali e Politiche integrate per la sicurezza.

## Controversie
Il 6 maggio 2022, durante una conferenza stampa alla sede de Regione Marche, e riferita al traguardo tagliato dalla regione delle 100 donazioni di cellule staminali emopoietiche, Saltamartini dichiarò che “Il grado di intelligenza dipende anche dal volume della testa e del cervello. In un convegno internazionale di 5-6 anni fa, l’idea che è stata palesata, era proprio questa: il volume del cranio dipende dall’organo genitale femminile da dove le persone escono”, scatenando una bufera sui social media.